# 科斯金

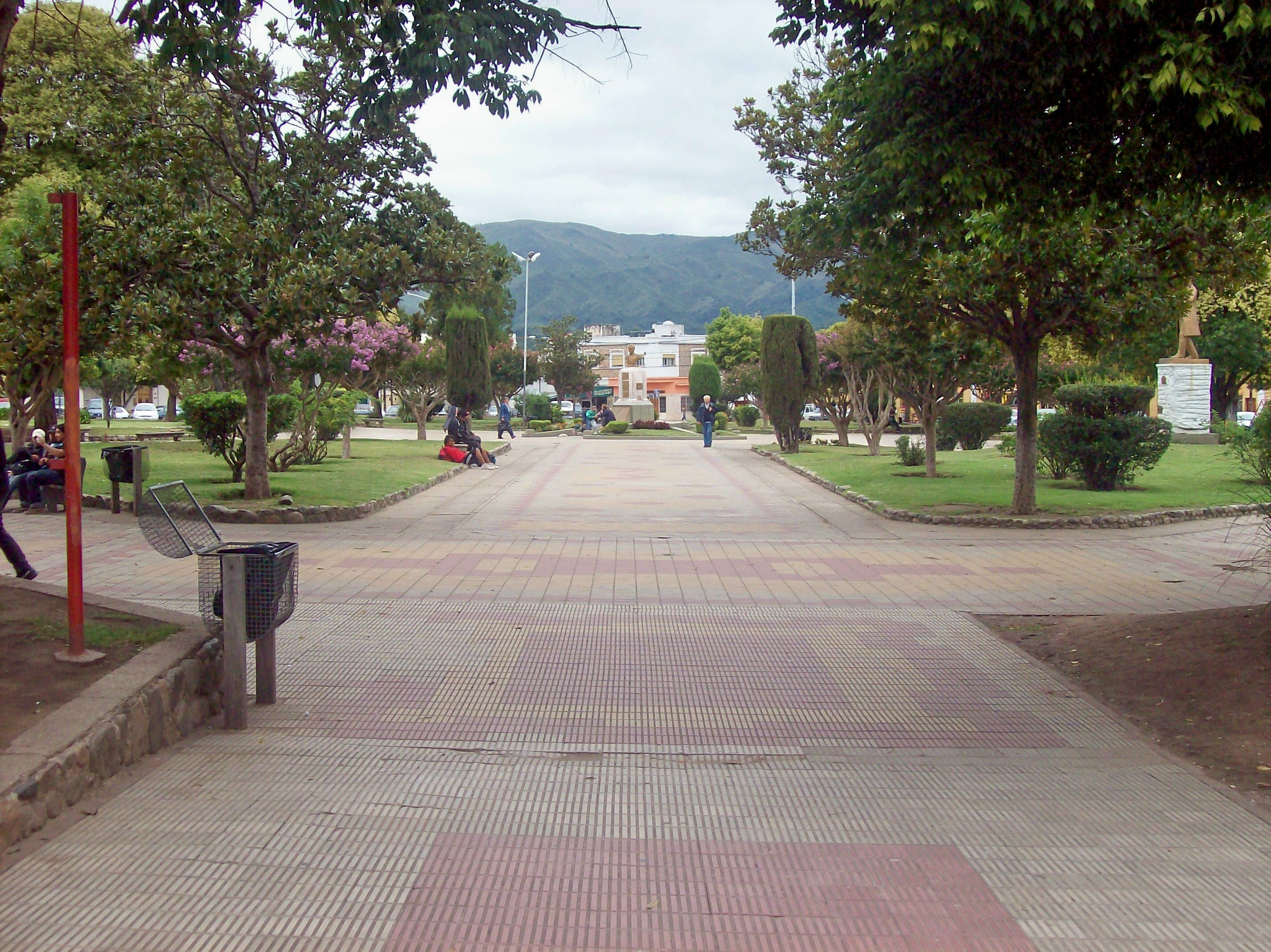
科斯金

科斯金（西班牙語：Cosquín）是阿根廷的城鎮，位於該國中北部科基金河畔，由科爾多瓦省負責管轄，距離首府科爾多瓦約52公里，海拔高度719米，2012年人口40,685。

## 外部連結
- Villa Carlos Paz and Valle de Punilla （页面存档备份，存于）
- Cosquín - Tourism portal.
- Cosquín Turismo （页面存档备份，存于） - Tourism portal.
- Valle de Punilla - Tourism portal.
- WelcomeArgentina.com （页面存档备份，存于） - Tourism portal (in English).